# 中村学园大学短期大学部
中村学园大学短期大学部（日语：／ Nakamura Gakuen Daigaku Tanki Daigaku *），简称中村短大，是一所位于日本福冈县福冈市城南区的私立短期大学。前中村学园短期大学（日语：／ Nakamura Gakuen Tanki Daigaku *）。

## 概要

### 简介
- 学校最早可以追溯到1954年[1]。短期大学为于1957年开办[1]、由学校法人学校法人中村学园经营。男女同校[2]。

### 历史
- 1957年 中村营养短期大学成立并同时设置一个学科即营养科[1][3]。
- 1967年 改校名为中村学园短期大学。家政科成立、营养科变更为食物营养科[1][3]。
- 1969年 幼儿教育科成立[1][3]。
- 1998年 改校名为中村学园大学短期大学部[1][3]。
- 2001年 家政科改编为家政经济科[1][3]。
- 2004年 幼儿教育科变更为幼儿保育学科[1][3]。
- 2007年 家政经济科改编为阅历开发学科[注 1][1][3]。

### 宪章
- 请参看中村学園大学短期大学部的标志（页面存档备份，存于） （日語） 2014年1月28日阅览。

## 学校环境
- 校区：在福冈县福冈市城南区

## 历任校长
- 甲斐谕：现在短期大学校长[4]

## 组织

### 学科
- 食物营养学科
- 幼儿保育学科
- 阅历开发学科[注 1]

### 专科
| - 没有 |

### 业余课程
| - 没有 |

## 知名校友
- 山本华世：女演员
- 黑木优子：女子职业拳击运动员

## 相关链接
- 日本短期大学列表
- 中村学园大学